# 미타이

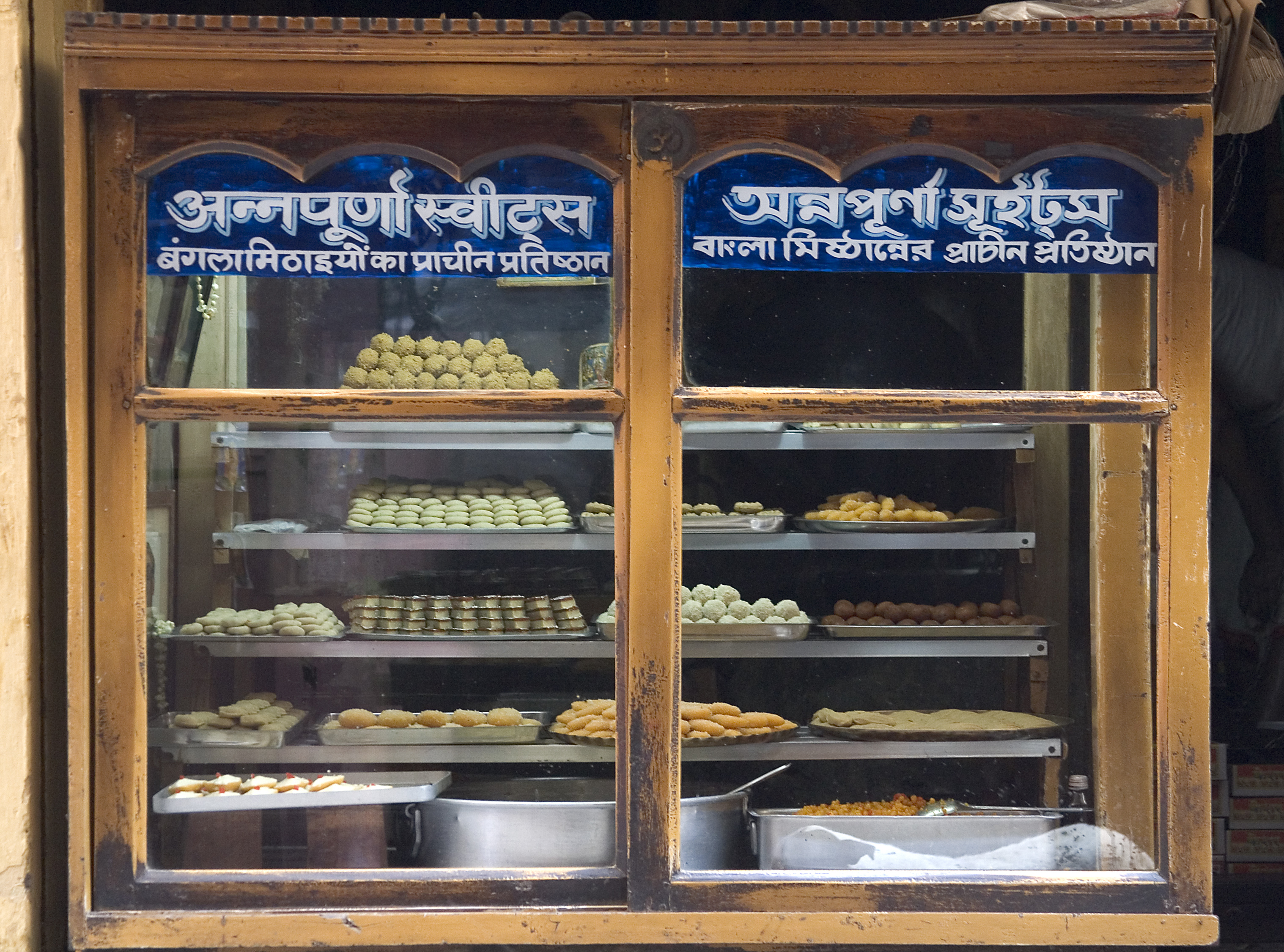
미타이

미타이(힌디어: मिठाई)는 남아시아의 달콤한 후식 및 과자류를 부르는 말이다. "달다"라는 뜻의 형용사 "미타(मीठा)"에 명사를 만드는 파생 접사 "-이(-ई)"가 붙은 말로, "단 것"이라는 뜻이다.

## 종류
- 가자르 카 할와
- 게바르
- 굴라브 자문
- 라두
- 라스굴라
- 라스말라이
- 마이수루 파크
- 말푸아
- 모다크
- 바르피
- 발 미타이
- 셀 로티
- 손 파프리
- 숀데시
- 슈리칸드
- 아티라사
- 이마르티
- 잘레비
- 체나 포라
- 촘촘
- 치키
- 카자
- 코루카타
- 쿨피
- 키르
- 페라
- 퐁갈